# Dolly Parton

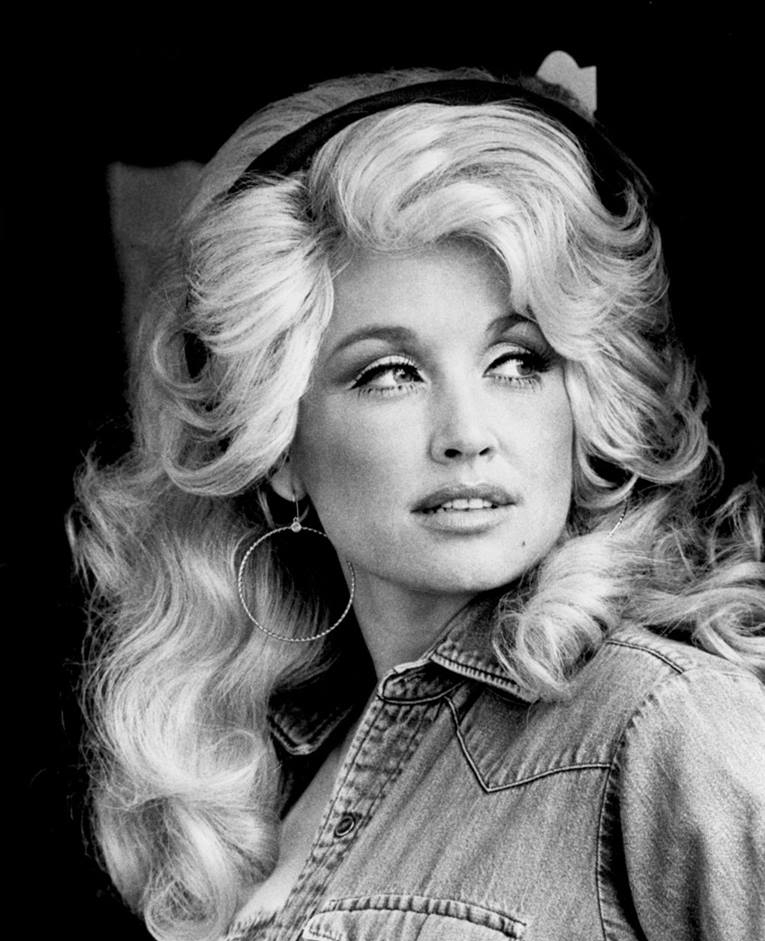
Dolly Parton 1977-ben

Dolly Rebecca Parton (Sevierville, Tennessee, 1946. január 19. –) Primetime Emmy-, valamint többszörös Grammy-díjas amerikai country- és popénekesnő, dalszerző, színésznő, író és filantróp személyiség. A countryzene királynőjeként tartják számon.
Évtizedeken át tartó pályafutása során a countryzene egyik legsikeresebb előadójává és az Egyesült Államok egyik leginkább tisztelt női előadóművészévé vált.
Dolly összesen tizenegy Grammy-díjat, két Oscar-díj jelölést, tíz Country Music Association Awards-öt, hét Academy of Country Music Awards-öt és három American Music Awards-díjat és elismerést gyűjtött be. Ötvennégy Grammy-jelölésével pedig Bruce Springsteen mellett ő a tizedik legtöbbször jelölt ember erre a díjra.
Huszonöt slágerlista-vezető dalának, és rekordmennyiségű negyvenkettő Top 10-es albumának köszönhetően a „Countryzene Királynője”-ként is nevezik. Ő az egyetlen előadó, aki az utóbbi négy évtized mindegyikében rendelkezett listavezető dallal.

## Élete
Az amerikai Tennessee államban, Sevierville-ben született egy szegény család tizenkettő gyermeke egyikeként. Gyermekkoráról a Coat of Many Colors című dalában énekel.
Nagy hatással voltak rá gyermekkori templomi élményei. Nagyapja a pünkösdi mozgalom egyik képviselője volt. Koncertjei során ma is gyakran énekel spirituális dalokat.
1966-ban ment feleségül Carl Thomas Dean-hez. Férje kerülte a nyilvánosságot, és csak ritkán kísérte el feleségét a fellépéseire. Parton állítása szerint férje csak egyszer látta őt fellépni. Bár saját gyermekük nincs, Parton testvéreinek gyerekeire gyakran vigyáztak.
Parton Miley Cyrus színésznő és énekesnő keresztanyja. 
Férje, Carl Dean közel 60 év házasságuk után 2025-ben, 82 éves korában hunyt el.

### Énekesként
Parton már gyerekként gyakran fellépett helyi rádiók műsoraiban. Tizenhárom éves korában fellépett egy Nashville-i rádióműsorban. Itt találkozott először Johnny Cashsel, aki bátorította őt. A középiskola elvégzése után Nashville-be költözött és a Monument Records-hoz szerződött le. Először zeneszerzőként ért el sikereket: Bill Philips és Skeeter Davis számára írt egy-egy dalt nagybátyjával közösen, melyek a countryzenei slágerlistán az első tízbe kerültek. Ezután lehetőséget kapott, hogy saját dalt adjon ki: a Dumb Blonde és a Something Fishy első önálló albumának előfutárai voltak.
1967-ben Porter Wagoner meghívta őt televíziós műsorába, egy hetente jelentkező countryzenei programba. Később leszerződtette saját kiadójához, az RCA-hez. Itt kiadott első dala, a Just Because I'm a Woman a tizenhetedik helyig jutott a countryzenei listán. Sikeresebb volt Wagonerrel duettben, 1968-ban a Countryzenei Díjátadón az év együttesének választották őket. Ám szólódalai továbbra sem hozták meg a sikert.

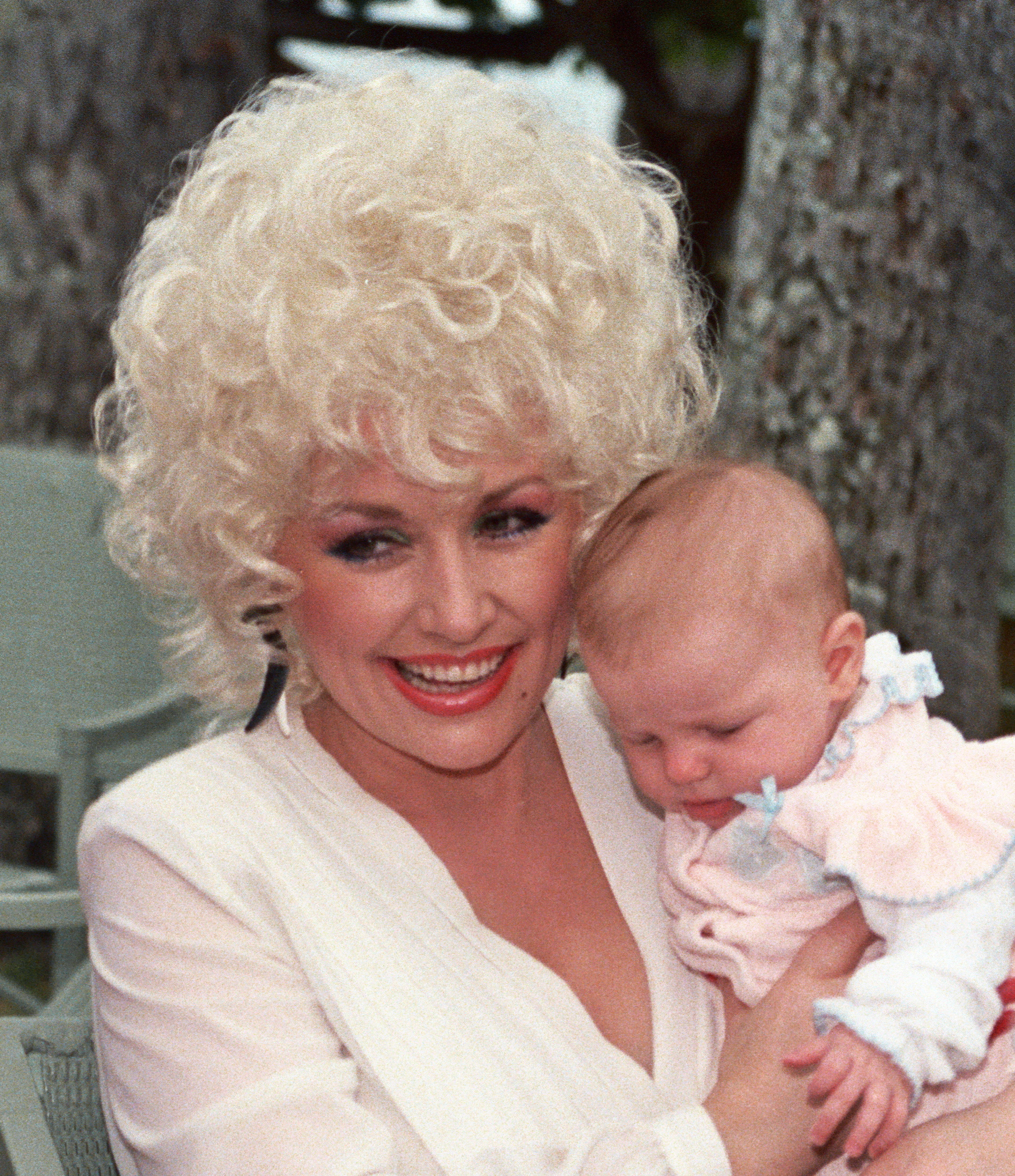
Parton 1983-ban

1970-ben Wagoner elénekeltette vele a Mule Skinner Blues-t, egy hagyományos country-dal feldolgozását, mely a harmadik helyig jutott. Ezt követte első listavezető dala, a Joshua, majd további sikeres dalok. Az igazi áttörést az 1974-ben kiadott Jolene című dal hozta meg számára. Ezután úgy döntött, hogy kilép Wagoner műsorából, hogy a szólókarrierjére koncentrálhasson. Ekkor írta meg az I Will Always Love You című dalt, melyben Wagonernek ad hálát. A dal listavezető lett, és Elvis Presley is szerette volna feldolgozni. Partont érdekelte a lehetőség, de Presley menedzsere, Colonel Tom Parker a dalszerzői jogok átadását kérte, amelybe Parton végül nem ment bele.
1974 és 1980 között szinte minden dala az első tízbe került a countryzenei slágerlistán, és nyolc listavezető dala is volt. 1976-ban önálló televíziós műsort indított, és 1977-ben már ő volt a producere a lemezeinek, mely nagyobb alkotói szabadságot tett lehetővé számára. 1977-es Here You Come Again című albuma volt az első, mely átlépte az egymillió eladott lemezt, és az azonos című kislemeze volt az első, mely a Billboard Hot 100 popzenei slágerlistán is az első tízbe került. Ezt követően több dala a countryzenei slágerlista mellett a popzeneire is feljutott. 1978-ban nyerte első Grammy-díját, legjobb countryénekes kategóriában.
1980-ban minden addiginál nagyobb sikereket ért el. Első filmjének, a Kilenctől ötignek azonos címmel írt betétdala a Billboard Hot 100-on a csúcsig jutott. (Parton egyetlen szólódala, melynek ez sikerült.) A dal emellett Golden Globe és Oscar-díj jelölést is hozott számára. 1983-ban ismét a Hot 100 élére került, ekkor a Kenny Rogersszel közösen előadott Islands in the Stream című dalnak köszönhetően. A sikerek ellenére az RCA Records nem hosszabbított vele szerződést, így 1987-ben átigazolt a Columbia Recordshoz. Már itt jelentette meg Trio című albumát, melyet két másik country-énekesnővel, Linda Ronstadttel és Emmylou Harrisszel közösen készített. Az album egy Grammy-díjat (Legjobb country együttes), illetve egy jelölést (Az év albuma) hozott a trió számára. Új szólóalbuma, mellyel ismét megpróbált a popzenében sikert aratni, a vártnál gyengébb eredményeket ért el, ezután úgy döntött, hogy visszatér gyökereihez, a countryzenéhez. A következő lemezéről két dal is listavezető volt a countryzenei slágerlistán.
1992-ben Whitney Houston feldolgozta 1974-es I Will Always Love You című dalát, az egész világon óriási sikert aratva. A következő évben James Ingrammal adta elő a The Day I Fall In Love című dalt, mely a Beethoven 2. filmzenéje volt, és Oscar-díjra is jelölték. Parton és Ingram a díjátadó ceremónián is előadták a dalt. 1994-ben a Trióhoz hasonló albumot adott ki, ezúttal két másik country énekesnővel, Loretta Lynn-nel és Tammy Wynette-tel közösen, majd ezt követte 1999-ben egy újabb trió album, ekkor 1987-es partnereivel, mely elnyerte a legjobb country együttesnek járó Grammy-díjat. Ugyanebben az évben bekerült a Countryzenei Hírességek Csarnokába.
Az ezredforduló után a countryzenéhez közel álló bluegrass-albumokat adott ki. 1999-es The Grass Is Blue című albumáért elnyerte a legjobb bluegrass albumnak járó Grammy-díjat, míg 2001-es albumáért a legjobb countryénekes kategóriában nyerte el a díjat. 2005-ös albumán olyan híres dalok feldolgozását énekli, mint John Lennon Imagine című dala. Ugyanebben az évben kapta második Oscar-díj jelölését Travellin' Thru című daláért, melyet a Transamerica című filmhez írt.
2007-ben hozta létre saját kiadóját Dolly Records néven. Backwoods Barbie című albuma második helyig jutott a countryzenei listán, illetve a tizenhetedik helyen debütált a Billboard 200 listán, mely pályafutása legjobb eredménye. 2009-ben kiadott egy 4 CD-t tartalmazó kiadványt, mely kilencvenkilenc dalt tartalmaz, egész pályafutását összefoglalva.

### Dalszerzőként
Parton nemcsak énekesként, hanem dalszerzőként is sok sikert aratott. Egy 2009-es interjúban állítása szerint hétéves kora óta több, mint háromezer dalt írt eddig, és minden nap ír valamit, legyen az egy új dal vagy csak egy ötlet. 2001-ben bekerült az amerikai dalszerzői Hírességek Csarnokába. Parton dalait számos filmben felhasználták.
1980-ban első alkalommal kapott filmszerepet a Kilenctől ötig című filmben. Az általa írt és előadott betétdalt Golden Globe-ra és Oscar-díjra is jelölték. Második filmjének szintén ő írta a betétdalát: az I Will Always Love You című dalt később számos énekes feldolgozta. Whitney Houston 1992-es változata minden idők legnagyobb példányszámban eladott női kislemeze lett, tizenkét millió eladott példánnyal.
2005-ben megírta a Transamerica című film egyik betétdalát, a Travellin' Thru-t, melyet Golden Globe-ra és Oscar-díjra is jelöltek a legjobb eredeti dal kategóriában. Az Oscar-ceremónián a dalt élőben is előadta.
2008-ban Kilenctől ötig című filmjéből musicalt készítettek, melynek ő volt a zeneszerzője.

### Színésznőként
A '70-es években Parton televíziós szereplésekkel próbálta szélesíteni a közönségét. Első próbálkozása az 1976-ban elindult Dolly! című műsor volt. Bár nagy volt a nézettsége, csak egy évig futott, miután Parton maga kérte a műsor befejezését. 1987-ben ismét indított egy tévéműsort Dolly címmel, de az is csak egy évig tartott.
Első filmszerepét 1980-ban kapta, amikor a Kilenctől ötig című filmben Jane Fonda oldalán szerepelhetett. Alakítását két Golden Globe-jelöléssel jutalmazták. Emellett ő írta és adta elő a film azonos című betétdalát. A dalt Golden Globe-ra és Oscar-díjra jelölték, illetve két Grammy-díjat is nyert, és a Billboard Hot 100 lista első helyéig jutott.
Második filmje, A legjobb bordélyház Texasban egy újabb Golden Globe-jelölést hozott számára. Az 1984-es Énekes izompacsirta című filmben Sylvester Stallone partnere volt. 1989-ben az Acélmagnóliákban olyan színésznőkkel alkotott csapatot, mint Julia Roberts, Daryl Hannah, Sally Field, Shirley MacLaine és Olympia Dukakis. Utolsó főszerepét az 1992-es Egyenes beszéd című filmben játszotta James Woods oldalán.
Parton önmagát alakította az 1993-as Beverly Hill-dili és a 2005-ös Beépített szépség 2. – Csábítunk és védünk című filmben.
Majd a Hannah Montanában Miley nagynénjét alakította Miley Cyrus és Billy Ray Cyrus mellett.
2012-ben szerepelt az Örömzene című filmben G.G. Sparrow alakítójaként.

### Filantrópként
A '80-as évektől Parton sok jótékony célt támogatott. 1986-ban alapította Dollywood nevű vidámparkját szülővárosa közelében. A létesítményen belül színház, étterem és aquapark is található. A Dollywood évente hárommillió látogatót vonz.
1996-ban létrehozta a Dollywood Alapítványt. A program keretében minden hónapban ingyen könyveket biztosítanak a gyermekeknek ötéves korukig. Évente körülbelül két és fél millió könyvet osztanak szét. 2006-ban kiadott egy szakácskönyvet Dolly's Dixie Fixin's: Love, Laughter and Lots of Good Food címmel, melynek bevételeit az alapítvány támogatására fordította.
2006-ban ötszázezer amerikai dollárt ajánlott fel egy szülővárosában épülő kórház javára, és jótékonysági koncertet adott, melynek bevételét szintén az építkezés támogatására fordította.

## Díjak és elismerések

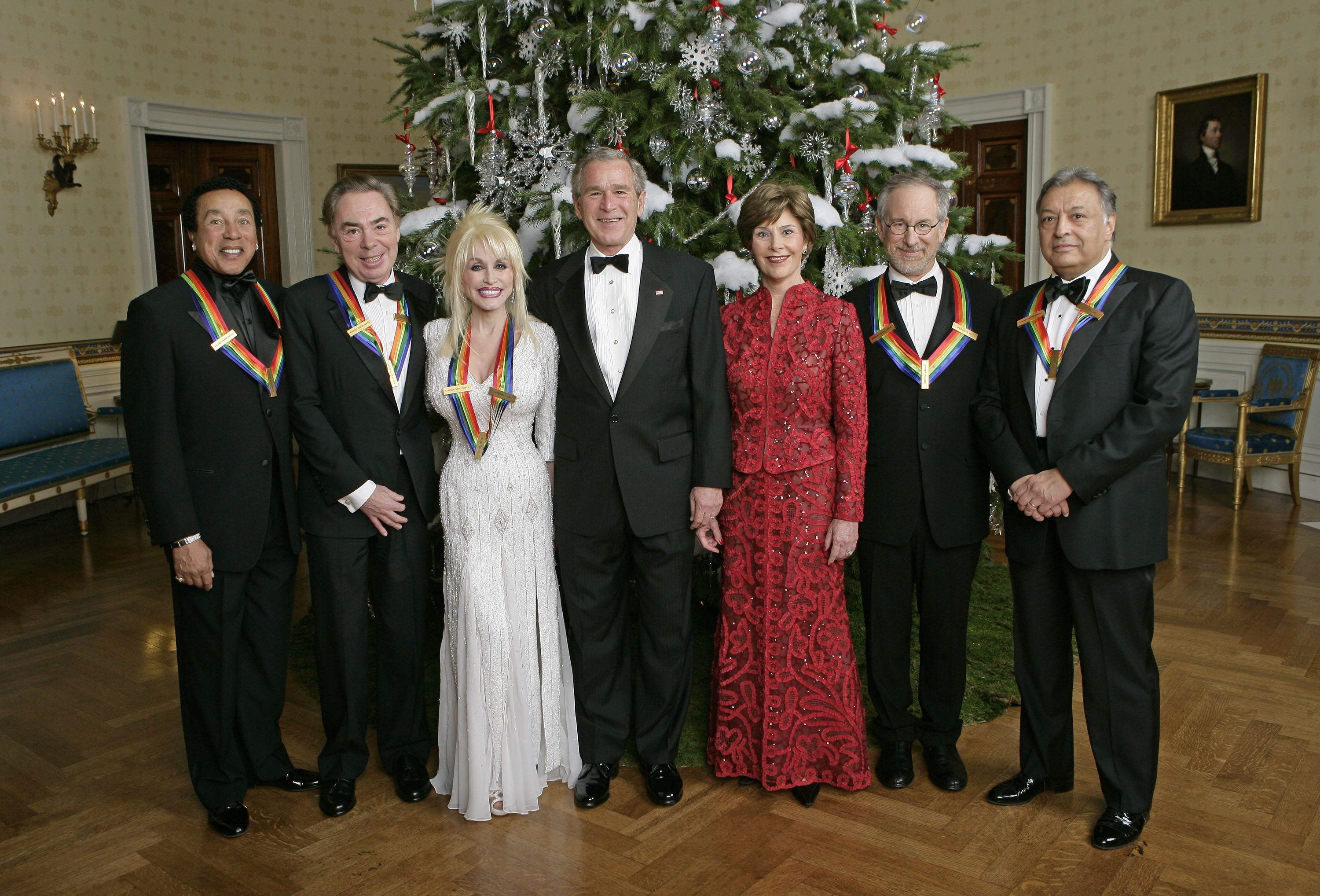
Az akkori amerikai elnök George W. Bush és felesége, Laura Bush a 2006-os Kennedy Center Honors díjazottjai társaságában a Fehér Házban. A díjazottak, balról jobbra: William Robinson, Andrew Lloyd Webber, Dolly Parton, Steven Spielberg és Zubin Mehta

Parton évtizedeken át tartó pályafutása során számos díjban és elismerésben részesült. Az Amerikai Hanglemezgyártók Szövetsége huszonöt kislemezét vagy albumát nyilvánította arany-, platina- vagy többszörös platinalemezzé. Huszonhat dala volt listavezető az amerikai Billboard countryzenei slágerlistáján, és összesen száztíz dala került fel a listára. Albumai közül negyvenkettő jutott az első tíz közé a countryzenei albumeladási listán. Kiadványait világszerte már több, mint százmillió példányban adták el.
Hét Grammy-díjat nyert, és összesen negyvenöt alkalommal jelölték erre a díjra. Az Amerikai Zenei Díjátadókon tizennyolc jelöléséből hármat váltotta díjra, míg a Countryzenei Díjátadókon tíz díjban, és negyvenkettő jelölésben részesült. Dalszerzőként két ízben jelölték Oscar-díjra: 1981-ben és 2005-ben. Színésznőként három Golden Globe- és egy Tony-díj jelölésben részesült.
1984-ben kapott egy csillagot a Hollywoodi hírességek sétányán. Szülővárosában, Sevierville-ben egy bronzszobrot állítottak tiszteletére. Parton e szobrot nevezte a legnagyobb elismerésnek. 1999-ben megkapta a countryzene legnagyobb elismerését, amikor bekerült a countryzenei Hírességek Csarnokába. 2001-ben az amerikai dalszerzői Hírességek Csarnokába is bekerült.
2003-ban egy tribute-albumot adtak ki a tiszteletére. A Just Because I’m a Woman: Songs of Dolly Parton című albumon olyan művészek énekelték dalait, mint Norah Jones, Shania Twain és Sinéad O’Connor.
2004-ben az amerikai Kongresszusi Könyvtár kitüntetését vehette át, hozzájárulásáért az amerikai kulturális örökséghez. A következő évben átvehette a National Medal of Arts nevű legmagasabb állami művészeti díjat. 2006-ban a Kennedy Center Honors díjazottja volt életműve elismeréseként.

## Diszkográfia

### Stúdióalbumok
| - 2009: Sha-Kon-O-Hey! Land of Blue Smoke - 2008: Backwoods Barbie - 2005: Those Were the Days - 2003: For God and Country - 2002: Halos & Horns - 2001: Little Sparrow - 1999: The Grass Is Blue - 1998: Hungry Again - 1996: Treasures - 1996: Something Special - 1993: Slow Dancing with the Moon - 1991: Eagle When She Flies - 1989: White Limozeen - 1987: Rainbow | - 1985: Real Love - 1984: The Great Pretender - 1983: Burlap & Satin - 1982: Heartbreak Express - 1980: 9 to 5 and Odd Jobs - 1980: Dolly, Dolly, Dolly - 1979: Great Balls of Fire - 1978: Heartbreaker - 1977: Here You Come Again - 1977: New Harvest... First Gathering - 1976: All I Can Do - 1975: Dolly: The Seeker/We Used To - 1975: The Bargain Store - 1974: Love Is Like a Butterfly | - 1974: Jolene - 1973: Bubbling Over - 1973: My Tennessee Mountain Home - 1972: My Favorite Songwriter: Porter Wagoner - 1972: Touch Your Woman - 1971: Coat of Many Colors - 1971: Golden Streets of Glory - 1971: Joshua - 1970: The Fairest of Them All - 1969: My Blue Ridge Mountain Boy - 1969: In the Good Old Days (When Times Were Bad) - 1968: Just Because I'm a Woman - 1967: Hello, I'm Dolly |

## Filmográfia

### Filmek
| Év   | Magyar cím                                 | Eredeti cím                                             | Szerep                  | Magyar hang     |
| ---- | ------------------------------------------ | ------------------------------------------------------- | ----------------------- | --------------- |
| 2020 | Dolly Parton: Karácsony a kisváros terén   | Dolly Parton's Christmas on the Square                  | Angyal                  |                 |
| 2020 |                                            | Dolly Parton: Here I Am                                 | önmaga                  |                 |
| 2019 |                                            | Christmas at Dollywood                                  | önmaga                  |                 |
| 2016 |                                            | Dolly Parton's Christmas of Many Colors: Circle of Love | önmaga                  |                 |
| 2015 |                                            | Dolly Parton's Coat of Many Colors                      | önmaga                  |                 |
| 2013 |                                            | A Country Christmas Story                               | önmaga                  |                 |
| 2012 |                                            | Hollywood to Dollywood                                  | önmaga                  |                 |
| 2012 | Örömzene                                   | Joyful Noise                                            | G.G. Sparrow            |                 |
| 2011 |                                            | The Year Dolly Parton Was My Mom                        | önmaga (hang)           |                 |
| 2011 | Gnómeó és Júlia                            | Gnomeo & Juliet                                         | Dolly Gnome (hang)      | Sáfár Anikó     |
| 2005 | Beépített szépség 2. – Csábítunk és védünk | Miss Congeniality 2: Armed and Fabulous                 | önmaga                  | Kiss Erika      |
| 2002 | Lökött ügynök                              | Frank McKlusky, C.I.                                    | Edith McKlusky          |                 |
| 1999 |                                            | Blue Valley Songbird                                    | Leanna Taylor           |                 |
| 1999 |                                            | Jackie's Back                                           | önmaga                  |                 |
| 1997 |                                            | Get to the Heart: The Barbara Mandrell Story            | önmaga                  |                 |
| 1996 | Próbaidős angyalka                         | Unlikely Angel                                          | Ruby Diamond            | Kovács Nóra     |
| 1995 |                                            | Naomi & Wynonna: Love Can Build a Bridge                | önmaga                  |                 |
| 1995 |                                            | Big Dreams and Broken Hearts: The Dottie West Story     | önmaga                  |                 |
| 1993 | Beverly Hill-dili                          | The Beverly Hillbillies                                 | önmaga                  | Zsolnai Júlia   |
| 1992 | Egyenes beszéd                             | Straight Talk                                           | Shirlee Kenyon          | Kiss Erika      |
| 1991 |                                            | Wild Texas Wind                                         | Thiola "Big T" Rayfield |                 |
| 1989 | Acélmagnóliák                              | Steel Magnolias                                         | Truvy Jones             | Hernádi Judit   |
| 1986 |                                            | A Smoky Mountain Christmas                              | Lorna Davis             |                 |
| 1984 | Énekes izompacsirta                        | Rhinestone                                              | Jake Farris             | Murányi Tünde   |
| 1982 | A legjobb bordélyház Texasban              | The Best Little Whorehouse in Texas                     | Mona Stangley           |                 |
| 1980 | Kilenctől ötig                             | 9 to 5                                                  | Doralee Rhodes          | Földessy Margit |

### Televíziós szerepek
| Év               | Magyar cím                  | Eredeti cím                                         | Szerep                               | Megjegyzések                        |
| ---------------- | --------------------------- | --------------------------------------------------- | ------------------------------------ | ----------------------------------- |
| 2020             |                             | A Holly Dolly Christmas                             | önmaga                               | különkiadás                         |
| 2020             |                             | CMT Giants: Kenny Rogers                            | önmaga                               | műsorvezető                         |
| 2019             | Dolly Parton: A szív húrjai | Dolly Parton's Heartstrings                         | önmaga                               | főszereplő magyar hangja Kiss Erika |
| 2019             |                             | Country Music                                       | önmaga                               | főszereplő                          |
| 2018             |                             | Dolly & Friends: The Making of a Soundtrack         | önmaga                               | különkiadás                         |
| 2012             |                             | The Bachelorette                                    | önmaga                               | 3 epizód                            |
| 2011             |                             | Strictly Come Dancing                               | önmaga                               | énekes                              |
| 2009             | Anya, apa és 17 gyerek      | 17 Kids and Counting                                | önmaga                               | 2 epizód                            |
| 2006–2007, 2010  | Hannah Montana              | Hannah Montana                                      | Dolly Poppins                        | 3 epizód magyar hangja Kiss Erika   |
| 2005             |                             | Reba                                                | Dolly Majors                         | 1 epizód                            |
| 2000             |                             | Bette                                               | önmaga                               | 1 epizód                            |
| 1999             | A Simpson család            | The Simpsons                                        | önmaga (hang)                        | 1 epizód                            |
| 1997             | A varázslatos iskolabusz    | The Magic School Bus                                | Katrina Eloise "Murph" Murphy (hang) | 1 epizód                            |
| 1991             |                             | Babes                                               | önmaga                               | 1 epizód                            |
| 1990             |                             | Designing Women                                     | önmaga                               | 2 epizód                            |
| 1989             |                             | Kenny, Dolly and Willie: Something Inside So Strong | önmaga                               | különkiadás                         |
| 1987–1988        |                             | Dolly                                               | önmaga                               | főszereplő                          |
| 1985             |                             | The Winning Hand                                    | önmaga                               | különkiadás                         |
| 1985             |                             | Kenny Rogers and Dolly Parton Together              | önmaga                               | különkiadás                         |
| 1984             |                             | Kenny & Dolly: A Christmas to Remember              | önmaga                               | különkiadás                         |
| 1984–2017        |                             | Today                                               | önmaga                               | 20 epizód                           |
| 1983             | Alvin és a mókusok          | Alvin and the Chipmunks                             | önmaga (hang)                        | 1 epizód                            |
| 1981             |                             | Lily: Sold Out                                      | önmaga                               | különkiadás                         |
| 1979             |                             | Dolly and Carol in Nashville                        | önmaga                               | különkiadás                         |
| 1978             |                             | 50 Years of Country Music                           | önmaga                               | különkiadás                         |
| 1978             |                             | Cher... Special                                     | önmaga                               | különkiadás                         |
| 1977             | 19. Grammy-gála             | The 19th Annual Grammy Awards                       | önmaga                               | műsorvezető                         |
| 1977             |                             | The 4th Annual American Music Awards                | önmaga                               | szereplő                            |
| 1976             |                             | 10th Annual Country Music Association Awards        | önmaga                               | szereplő                            |
| 1976, 1978       |                             | The Hollywood Squares                               | önmaga                               | 6 epizód                            |
| 1976             |                             | The Mac Davis Show                                  | önmaga                               | 1 epizód                            |
| 1976             |                             | Sing Country 1976                                   | önmaga                               | különkiadás                         |
| 1976             |                             | Festival of Entertainment                           | önmaga                               | különkiadás                         |
| 1976–1977        |                             | Dolly!                                              | önmaga                               | főszereplő                          |
| 1975             |                             | Candid Camera                                       | önmaga                               | 2 epizód                            |
| 1975             |                             | 9th Annual Country Music Association Awards         | önmaga                               | szereplő                            |
| 1975             |                             | Sing Country 1975                                   | önmaga                               | különkiadás                         |
| 1975             |                             | In Concert                                          | önmaga                               | 1 epizód                            |
| 1974             |                             | 8th Annual Country Music Association Awards         | önmaga                               | szereplő                            |
| 1973             |                             | Burt Reynolds' Late Show                            | önmaga                               | különkiadás                         |
| 1973             |                             | RCA's Opening Night                                 | önmaga                               | különkiadás                         |
| 1973             |                             | The Rowan and Martin Special                        | önmaga                               | különkiadás                         |
| 1970, 1974, 1977 |                             | The Mike Douglas Show!                              | önmaga                               | 7 epizód                            |
| 1970, 1972, 1975 |                             | Hee Haw                                             | önmaga                               | 3 epizód                            |
| 1969             |                             | An Old-Time Country Christmas                       | önmaga                               | különkiadás                         |
| 1968–1970        |                             | The Kraft Music Hall                                | önmaga                               | 3 epizód                            |
| 1967–1974        |                             | The Porter Wagoner Show                             | önmaga                               | 218 epizód                          |
| 1956–1964        |                             | Cas Walker Farm and Home Hour                       | önmaga                               | főszereplő                          |

## Fordítás
- Ez a szócikk részben vagy egészben a Dolly Parton című angol Wikipédia-szócikk fordításán alapul.  Az eredeti cikk szerkesztőit annak laptörténete sorolja fel. Ez a jelzés csupán a megfogalmazás eredetét és a szerzői jogokat jelzi, nem szolgál a cikkben szereplő információk forrásmegjelöléseként.